# Intercambio electoral político-mafioso
El intercambio electoral político-mafioso es un delito contenido en el código penal italiano, previsto por el artículo 416 ter, ubicado en el Libro Segundo, al Título V, que regula los Delitos contra el Orden Público.
Se trata de una forma de delito específico – distinto al fenómeno del voto de intercambio – relacionado con la relaciones entre las organizaciones mafiosas y los sujetos del contexto político.
El delito ha sido introducido del D.L. N°36 del 8 junio de 1992 -convertido con modificaciones de la Ley N°356 del 7 agosto de 1992, con el propósito de combatir los vínculos político-mafiosos, está conectado estrechamente con la especie prevista por la art. 416 bis: de hecho preveía la pena para quien obtiene la promesa de los votos de la criminalidad organizada (la compra de votos para sí o para otros o el obstáculo al libre ejercicio del voto regresa entre los planes de la asociación mafiosa) en cambio de la entrega de dinero.
El parlamento italiano el 16 abril 2014 aprobó un Proyecto de Ley de Reforma a la artículo 416 ter, estableciendo también la punibilidad de la entrega de otra utilidad con 4 a10 años de pena de reclusión. Con 191 votos a favor, 32 en contra y 18 abstenciones la Asamblea del Senado aprobó en vía definitiva el Proyecto de Ley de reforma del artículo 416 ter del código penal italiano, en materia de intercambio electoral político-mafioso, aprobado en cuarta lectura. han votado a favor de la reforma, sea también con exposiciones y consideraciones diversas los partidos políticos Sel, Elegida cívica, PI, Autonomías, Gal, Ncd, Fi, y Pd, la Liga Norte se abstiene, mientras votaron contra los senadores M5S.